# Tom Preston-Werner
Tom Preston-Werner (ur. 28 października 1979 w Dubuque) – amerykański programista i przedsiębiorca, twórca serwisu GitHub i CEO w latach 2008–2014. Autor silnika blogowego Jekyll i formatu plików konfiguracyjnych TOML. 
W 2016 roku znalazł się na 36. miejscu listy America's Richest Entrepreneurs Under 40 2016 magazynu Forbes, z majątkiem o wartości 310 milionów dolarów.

## Życie prywatne
Jest mężem Teresy Preston-Werner.